# Un bruit qui court (album)
Pour les articles homonymes, voir Un bruit qui court (homonymie).
Albums de Pauline Croze
Pauline Croze
(2005) Le Prix de l'Eden
(2012)
Un bruit qui court est le deuxième album de l'artiste française Pauline Croze, sorti le 12 novembre 2007. 
Il est composé de douze titres et réalisé conjointement par Jean Lamoot.
Hormis le titre Baiser d'adieu signé par Arthur H, les textes des chansons de cet album sont écrits par Pauline Croze. C'est une différence remarquable par rapport au premier album auquel plusieurs artistes ont contribué.

## Liste des titres
| No  | Titre                | Durée |
| --- | -------------------- | ----- |
| 1.  | Faux Contacts        |       |
| 2.  | Un bruit qui court   |       |
| 3.  | Décembre             |       |
| 4.  | Les gens qui jasent  |       |
| 5.  | Jour de foule        |       |
| 6.  | Nous voulons vivre   |       |
| 7.  | À l'évidence         |       |
| 8.  | Légère (soulève-moi) |       |
| 9.  | La Couleur de la mer |       |
| 10. | Baiser d'adieu       |       |
| 11. | Sur ton front        |       |
| 12. | Valparaiso           |       |